# بنيامين عبدية إقبال صفنيا
بنيامين عبدية إقبال صفنيا كاتب وشاعر راستافاري بريطاني لوالدين من بربادوس وجامايكا. أدرج في قائمة التايمز لأفضل 50 كاتبا بريطانيا في فترة ما بعد الحرب عام 2008.